# Thomas Kramer
 (juillet 2022).
La mise en forme du texte ne suit pas les recommandations de Wikipédia : il faut le « wikifier ».
Les points d'amélioration suivants sont les cas les plus fréquents :
- Les titres sont pré-formatés par le logiciel. Ils ne sont ni en capitales, ni en gras.
- Le texte ne doit pas être écrit en capitales (les noms de famille non plus), ni en gras, ni en italique, ni en « petit »…
- Le gras n'est utilisé que pour surligner le titre de l'article dans l'introduction, une seule fois.
- L'italique est rarement utilisé : mots en langue étrangère, titres d'œuvres, noms de bateaux, etc.
- Les citations ne sont pas en italique mais en corps de texte normal. Elles sont entourées par des guillemets français : « et ».
- Les listes à puces sont à éviter, des paragraphes rédigés étant largement préférés. Les tableaux sont à réserver à la présentation de données structurées (résultats, etc.).
- Les appels de note de bas de page (petits chiffres en exposant, introduits par l'outil «  Source ») sont à placer entre la fin de phrase et le point final[comme ça].
- Les liens internes (vers d'autres articles de Wikipédia) sont à choisir avec parcimonie. Créez des liens vers des articles approfondissant le sujet. Les termes génériques sans rapport avec le sujet sont à éviter, ainsi que les répétitions de liens vers un même terme.
- Les liens externes sont à placer uniquement dans une section « Liens externes », à la fin de l'article. Ces liens sont à choisir avec parcimonie suivant les règles définies. Si un lien sert de source à l'article, son insertion dans le texte est à faire par les notes de bas de page.
- La présentation des références doit suivre les conventions bibliographiques. Il est recommandé d'utiliser les modèles {{Ouvrage}}, {{Chapitre}}, {{Article}}, {{Lien web}} et/ou {{Bibliographie}}. Le mode d'édition visuel peut mettre en forme automatiquement les références.
- Insérer une infobox (cadre d'informations à droite) n'est pas obligatoire pour parachever la mise en page.

Pour une aide détaillée, merci de consulter Aide:Wikification.
Si vous pensez que ces points ont été résolus, vous pouvez retirer ce bandeau et améliorer la mise en forme d'un autre article.
Thomas Kramer (né le 16 septembre 1959 à Meuselwitz) est un spécialiste allemand de la littérature.

## Biographie
Thomas Kramer naît en 1959 à Meuselwitz, en Thuringe.
Entre 1981 et 1986, il étudie à l'Université de Leipzig et obtient son doctorat en 1989. Depuis le 1er février 2000, il est assistant scientifique auprès de Rüdiger Steinlein. En 2001, il obtient son habilitation en littérature allemande moderne. Il est privat-docent à l'Université Humboldt de Berlin dans le domaine des études littéraires.[réf. nécessaire]
Thomas Kramer est surtout connu pour ses publications sur la revue de bande dessinée Mosaik (de), à laquelle il a consacré plusieurs livres et articles,. En outre, il s'est surtout intéressé à la littérature d'aventure et de divertissement de la République de Weimar, de la période du national-socialisme et, principalement, de la RDA.
Dans ce cadre, il travaille à la rédaction du Handbuch Geschichte der Kinder- und Jugendliteratur der DDR, un projet de la DFG publié en 2006, pour lequel il rédige principalement les chapitres Spannungs- und Abenteuerliteratur der DDR et Kinder- und Jugendzeitschriften der DDR. Il participe aussi au projet de recherche de la DFG intitulé Programmgeschichte DDR-Fernsehgeschichte - komparativ (Histoire comparée des programmes de la télévision de la RDA), où il traite le sujet Literaturverfilmungen im DDR-Fernsehen - ein Beitrag zu einer Stil- und Rezeptionsgeschichte von Literaturverfilungen in der DDR (Adaptations littéraires à la télévision de la RDA - contribution à une histoire du style et de la réception des adaptations littéraires en RDA).

## Publications
- Le livre des fans de Mosaik. Les 89 premiers cahiers de la "Mosaïque de Hannes Hegen". Dietz, Berlin 1993,  (ISBN 3-320-01811-6).
- Le FanBook Mosaik - Deuxième partie. Les cahiers 90 à 223 de la "Mosaïque de Hannes Hegen" ainsi que des textes de base inédits. Dietz, Berlin 1994,  (ISBN 3-320-01848-5).
- (éd.) : Les Digedags au lac d'argent. Sur les traces de Karl May dans la bande dessinée Mosaik de la RDA (= Sonderheft der Karl-May-Gesellschaft. n° 111). Karl-May-Gesellschaft, Hambourg 1997, (de) « Publications de et sur Thomas Kramer », dans le catalogue en ligne de la Bibliothèque nationale allemande (DNB)..
- Micky, Marx et Manitu. Zeit- und Kulturgeschichte im Spiegel eines DDR-Comics 1955-1990. "Mosaik" als Fokus von Medienerlebnisen im NS und in der DDR. Thèse de doctorat Université de Leipzig 1989. Weidler, Berlin 2002,  (ISBN 3-89693-195-4)[5].
- Heiner Müller au poteau de torture (= Aisthesis Essay. Volume 24). Aisthesis, Bielefeld 2006,  (ISBN 3-89528-548-X)[6].
- Le complexe d'Orient. L'image du Proche-Orient dans l'histoire et le présent. Thorbecke, Ostfildern 2009,  (ISBN 978-3-7995-0197-2)[7],[8].
- Karl May. Un portrait biographique. Herder, Freiburg im Breisgau 2011,  (ISBN 978-3-451-06237-7).
- avec Rüdiger Steinlein, Heidi Strobel (éd.) : Handbuch zur Kinder- und Jugendliteratur : SBZ/DDR. De 1945 à 1990. Stuttgart, Metzler, 2016,  (ISBN 978-3-476-02177-9).